# El Progreso (Guatemala)
El Progreso è un comune del Guatemala facente parte del dipartimento di Jutiapa.